# Jeannette Miller (Schriftstellerin)
Jeannette Miller (* 2. August 1944 in Santo Domingo) ist eine dominikanische Lyrikerin und Erzählerin, Essayistin, Pädagogin und Kunsthistorikerin.
Die Tochter des Schriftstellers Fredy Miller Otero besuchte das Colegio Apostolado und das Colegio María Auxiliadora in Santo Domingo und studierte an der Universidad Autónoma de Santo Domingo (UASD), wo sie später auch unterrichtete, an der Universidad Central del Este (UCE)  und der Escuela Nacional de Bellas Artes (ENBA). 
Neben anderen jungen Autoren wie Iván García, Miguel Alfonseca, Armando Almánzar Rodríguez, René del Risco Bermúdez und Jacques Viau zählte sie zur Gruppe der Generación del 60. 1963 schloss sie sich der Bewegung Arte y Liberación, einer multidisziplinären Gruppe von Schriftstellern, Malern, Bildhauern, Musikern und Theatermachern an. Sie ist Gründerin und Kuratoriumsmitglied des Museo de Arte Moderno und der Casa del Escritor Dominicano.
Miller verfasste Nachschlagewerke zur Kunstgeschichte der Dominikanischen Republik (darunter die Historia de la Pintura, 1979) und Monographien u. a. über Paul Guidicelli und Fernando Peña, veröffentlichte Kunstkritiken in den Zeitschriften El Caribe und Hoy und die Gedichtbände El Viaje (1967), Formulas par vombatir el miedo (1977) und Fichas de identitad/Estadía (1987). Neben vielen anderen Auszeichnungen erhielt sie 2011 den Dominikanischen Nationalpreis für Literatur.